# Tàu điện ngầm Oslo

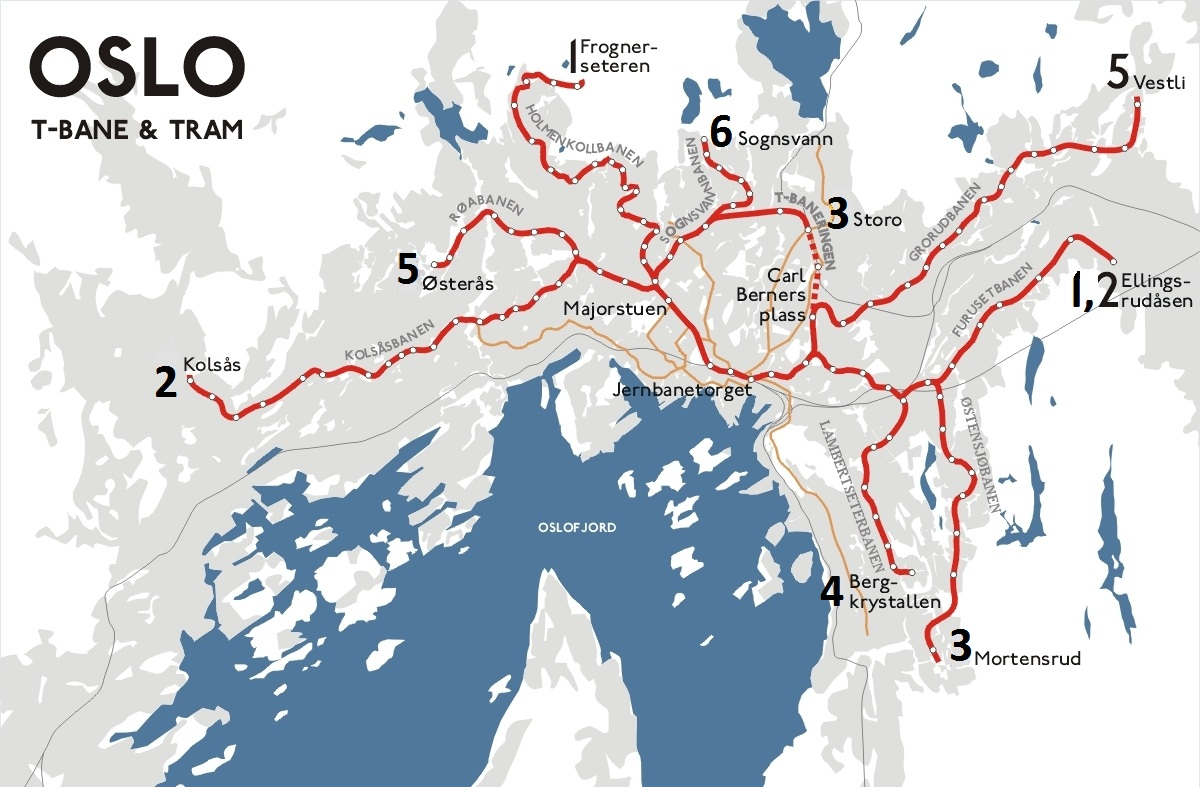
Bản đồ đường tàu điện ngầm Oslo

Metro Oslo (tiếng Na Uy: T-banen i Oslo) là hệ thống tàu điện ngầm ở Oslo, thủ đô của Na Uy. Theo Helsinki và Sankt-Petersburg đều có hệ thống giao thông metro cao cấp.

## Các bến
Hệ thống tàu điện ngầm Oslo gồm 6 tuyến đường dài 80 km. Tất cả các tuyến đều tập trung về vòng cung trung tâm, còn từ các bến: Majorstuen, Nationaltheatret, Stortinget, Jernbanetorget, Grønland và Tøyen có thể lên tất cả năm tuyến đường.
| Đường | Màu | Tuyến                                       | Bến |
| ----- | --- | ------------------------------------------- | --- |
| 1     |     | Frognerseteren ↔ Helsfyr (↔ Bergkrystallen) | 35  |
| 2     |     | Østerås ↔ Ellingsrudåsen                    | 26  |
| 3     |     | Sognsvann ↔ Mortensrud                      | 27  |
| 4     |     | Ringen ↔ Bergkrystallen                     | 24  |
| 5     |     | Storo ↔ Vestli                              | 26  |
| 6     |     | Husebybaken ←→ Ringen                       | 16  |